# Lennart König
Lennart Jannis König (* 31. März 1996 in Berlin) ist ein deutscher Schauspieler.

## Leben und Karriere
Lennart König lebte mit seiner Familie in Hessen und besuchte die Taunusschule in Bad Camberg. Für den Dreh von Schloss Einstein wechselte er auf ein Gymnasium in Erfurt.
Sein Schauspieldebüt gab er in der Fernsehserie Schloss Einstein auf KI.KA. Als Sándor Laszlo gehörte er seit der 14. Staffel als Hauptdarsteller zur zwölften Schülergeneration innerhalb der Serie. 2012 wurde bekannt, dass er wie einige andere Darsteller die Serie mit Ende der 15. Staffel verlässt. Zum letzten Mal war er in der Serie in der fünften Folge der 16. Staffel zu sehen.
In der Spielzeit 2015/16 war er Ensemblemitglied des „Jungen Staatsmusicals“ am Hessischen Staatstheater Wiesbaden.
Von Juli 2021 bis Januar 2022 war er in unregelmäßigen Abständen zusammen mit Lennart Borchert als dessen homosexueller Ex-Freund Fabio Beck in der RTL-Seifenoper Gute Zeiten, schlechte Zeiten zu sehen. In der 3. Staffel der ZDF-Serie Doktor Ballouz (2023) war er als Matti Petzold, der auf eine Knochenmarkspende seines Vaters angewiesen ist, zu sehen.

## Filmografie
- 2010–2013: Schloss Einstein (Fernsehserie)
- 2011: KiKA Live Schloss Einstein Backstage
- 2011: KiKA Live Jungs gegen Mädchen
- 2011: 1, 2 oder 3 TV Helden (Beitrag über Schloss Einstein)
- 2011: Trickboxx – Tricks bei Schloss Einstein
- 2019: Felix Kummer – Bei dir (Musikvideo)
- 2019: Tesoro – Die Schatzsuche
- 2020: Mono
- 2021: Beats Per Minute
- 2021–2022: Gute Zeiten, schlechte Zeiten (Fernsehserie, 17 Folgen)
- 2023: Doktor Ballouz: Tunnel (Fernsehserie, eine Folge)

## Theater
- 2015: Zwei hoffnungslos verdorbene Schurken, Hessisches Staatstheater Wiesbaden (Regie: Iris Limbarth)
- 2015: Superhero, Hessisches Staatstheater Wiesbaden (Regie: Iris Limbarth)
- 2015: Hair, Theater im Pfalzbau Ludwigshafen (Regie: Iris Limbarth)
- 2016: Katja Kabanowa, Hessisches Staatstheater Wiesbaden (Regie: Matthew Wild)